# FDP-Bundesparteitag 1977
Koordinaten: 54° 19′ 14″ N, 10° 7′ 50″ O

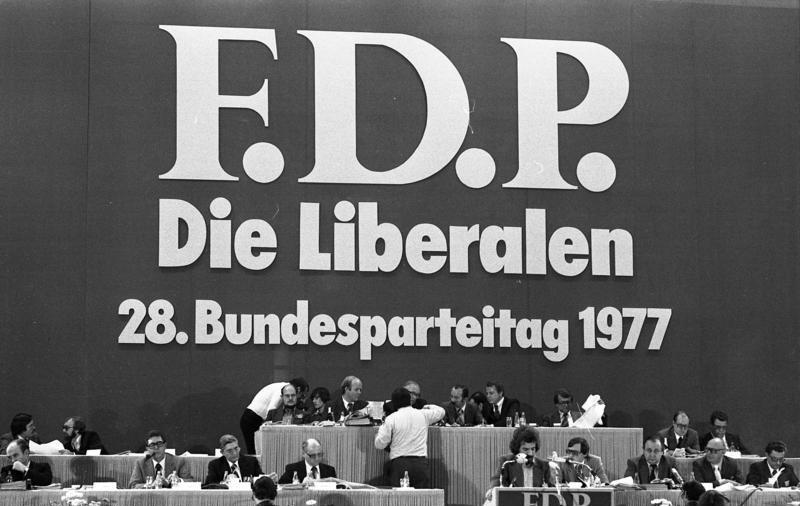
Blick auf das Podium in der Ostseehalle

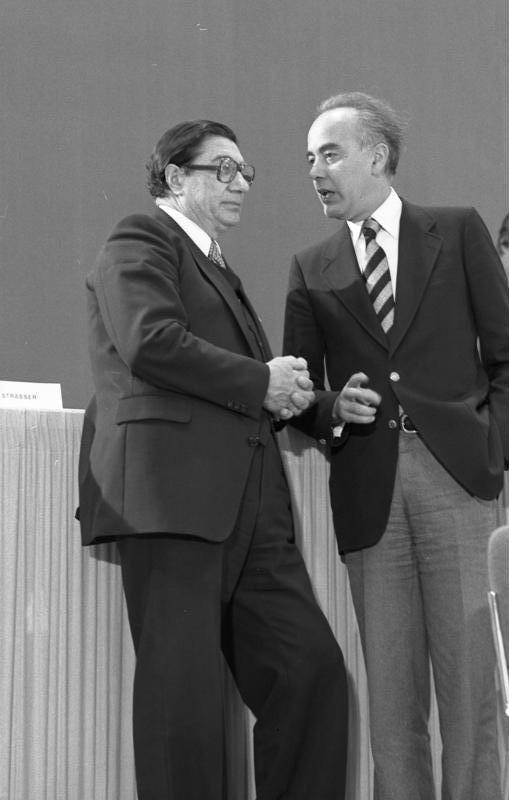
Die Bundesminister Werner Maihofer und Hans Friderichs

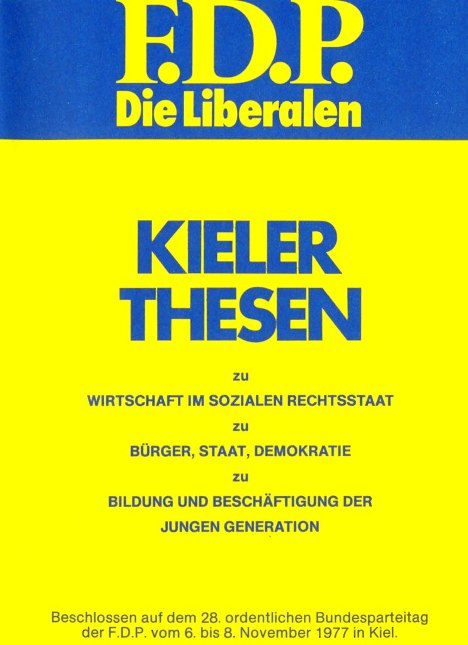
Broschüre: Kieler Thesen

Den Bundesparteitag der FDP 1977 hielt die Freie Demokratische Partei vom 6. bis 8. November 1977 in Kiel ab. Es handelte sich um den 28. ordentlichen Bundesparteitag der FDP in der Bundesrepublik Deutschland.

## Verlauf und Beschlüsse
Die FDP war die erste Partei, die mit den „Kieler Thesen“ auf das Ende des Wirtschaftswunders programmatisch reagierte: Waren die berühmten „Freiburger Thesen“ von einer optimistischen Wirtschaftsentwicklung ausgegangen, die gesellschaftliche Reformen begünstige, so hatten die Folgen der ersten Ölkrise nach 1973 gezeigt, dass es kein automatisches Wirtschaftswachstum geben würde.
In der FDP wurde deshalb über eine „Ergänzung von Freiburg“ nachgedacht. Zwei Programm-Kommissionen wurden dafür eingesetzt. Als die Vorlage auf dem Bundesparteitag in Kiel eingebracht wurde, handelte es sich formal um ein Kompromisspapier zwischen dem sozial-liberalen und dem marktwirtschaftlichen Parteiflügel. Faktisch sprach sich das Papier jedoch klar für einen Vorrang von Marktmechanismen gegenüber staatlicher Reformpolitik aus. In seiner Einbringungsrede fasste der scheidende Wirtschaftsminister Hans Friderichs die Leitgedanken der „Kieler Thesen“ zusammen: Ziel sei es nach wie vor, „Freiheitsräume zu erweitern, Chancengleichheit auszubauen und den Wettbewerb der Ideen auszubauen“. Grundlegend für eine solche Politik seien „Markt und Wettbewerb“. Der anschließenden Debatte lagen zwei unterschiedliche Papiere zugrunde: Aktuelle Perspektiven des sozialen Liberalismus von der Perspektivkommission um Gerhart R. Baum und Grundzüge liberaler Wirtschaftspolitik von der Wirtschaftskommission um Hans Friderichs.
Insgesamt verstanden sich die mit großer Mehrheit verabschiedeten „Kieler Thesen“ als eine „Rückbesinnung auf die soziale Marktwirtschaft“. Sie stellen somit ein wichtiges Bindeglied zwischen der in den „Freiburger Thesen“ komprimierten reformerischen Aufbruchstimmung der Zeit um 1970 und der Wende zu einer „neoliberalen“ Gesellschaftspolitik der 1980er Jahre dar.